# Plecia incospicua
Plecia incospicua är en tvåvingeart som beskrevs av Hardy 1950. Plecia incospicua ingår i släktet Plecia och familjen hårmyggor. Inga underarter finns listade i Catalogue of Life.